# Ballada o Busterze Scruggsie

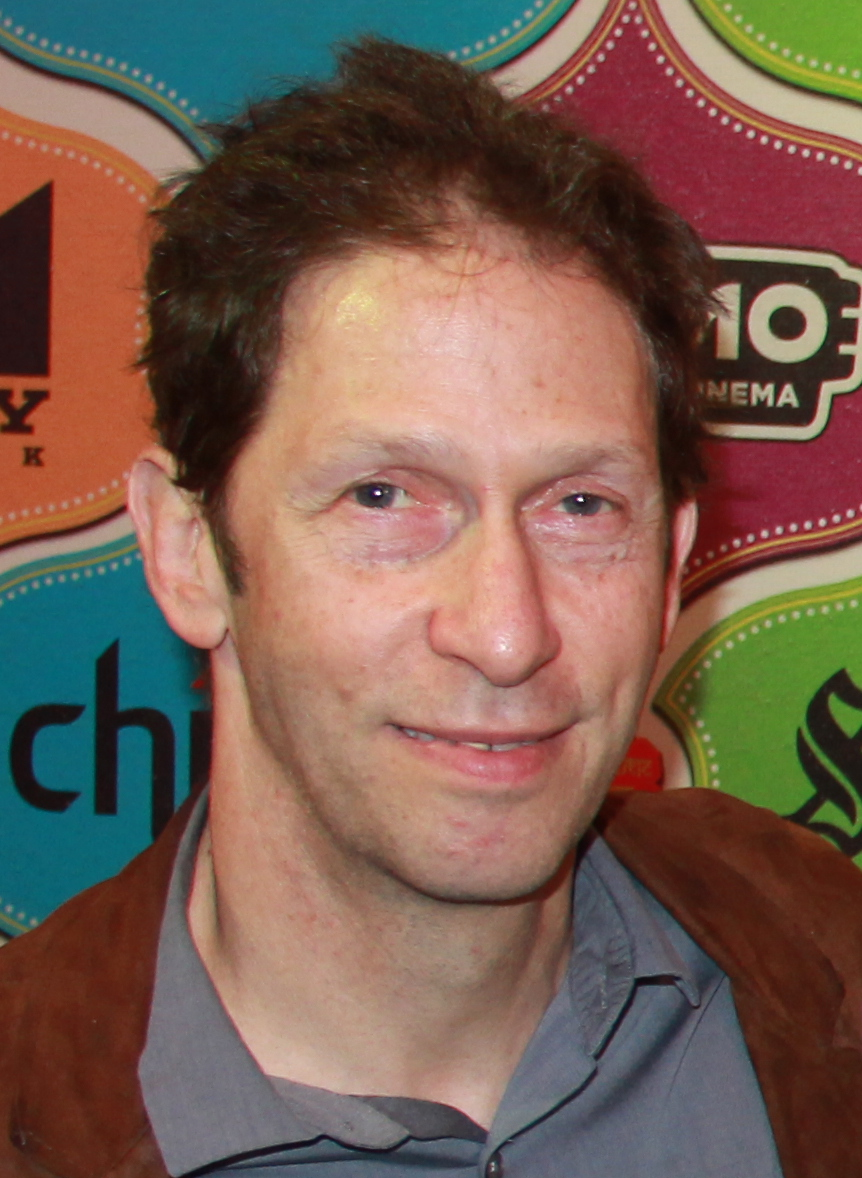
Tim Blake Nelson (2016)

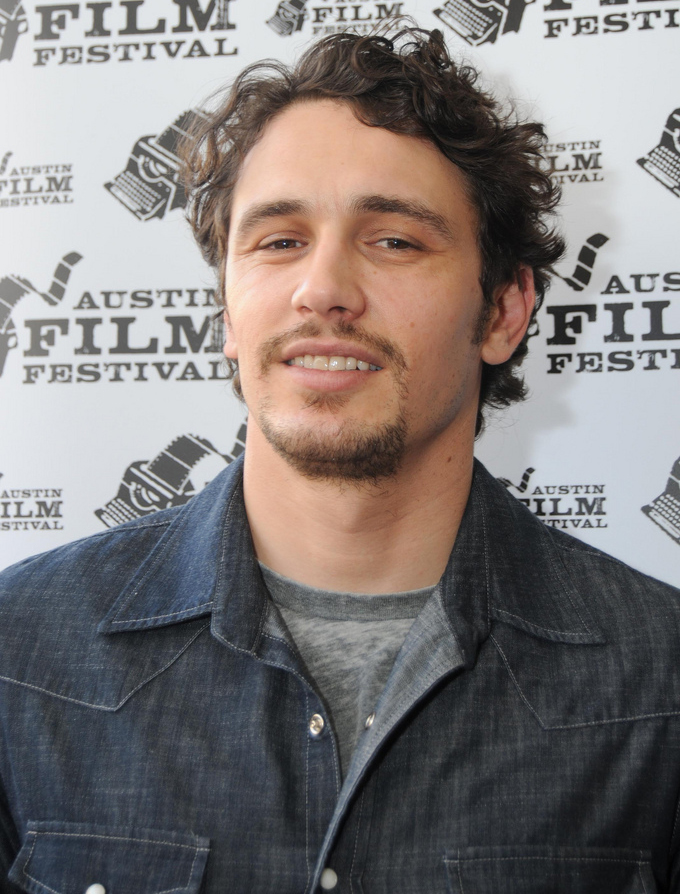
James Franco (2011)

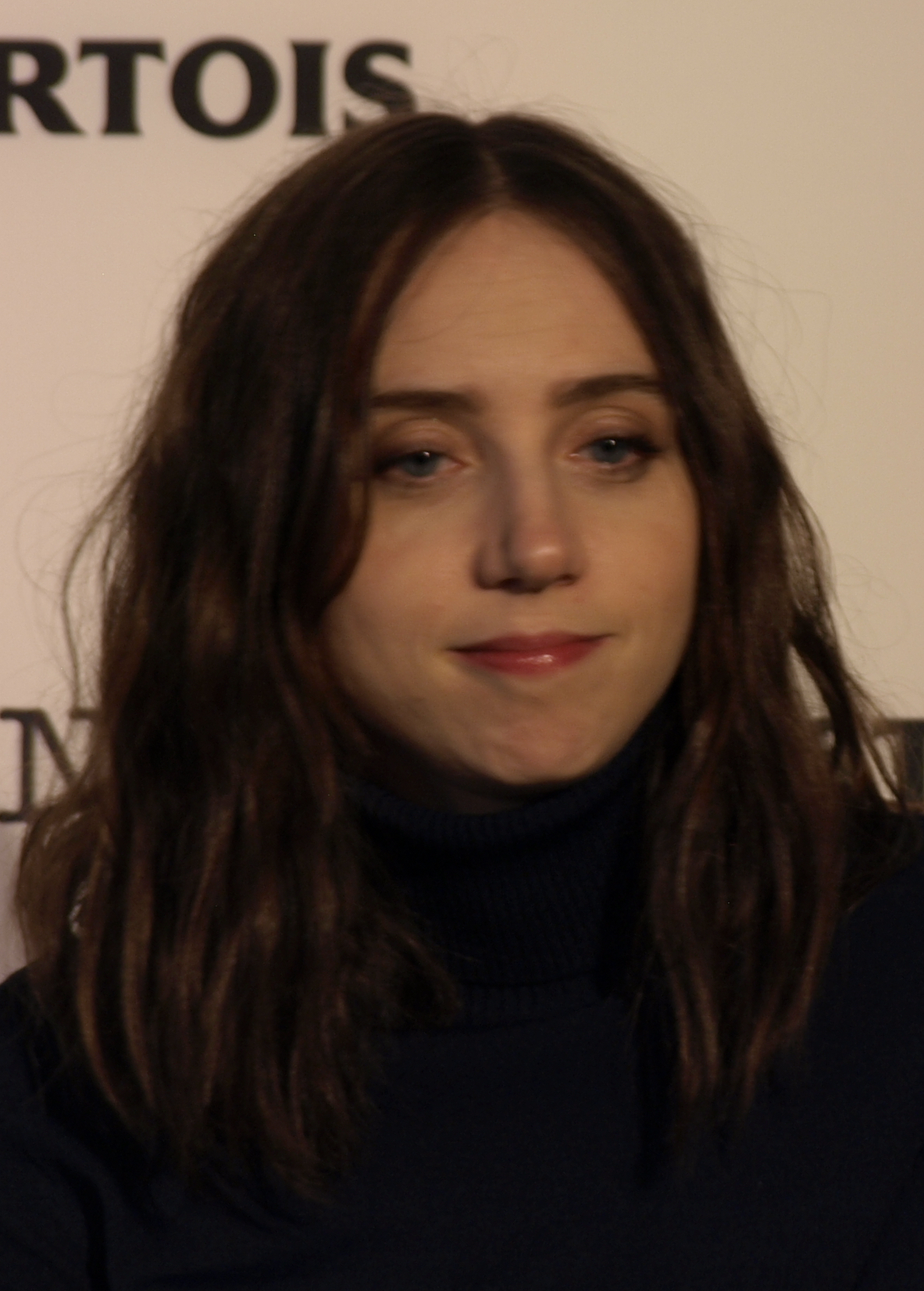
Zoe Kazan (2017)

Ballada o Busterze Scruggsie (ang. The Ballad of Buster Scruggs) – amerykański western, antologia filmowa braci Coen z 2018 roku, który był nominowany m.in. do trzech Oscarów.

## Opis fabuły

### „The Ballad of Buster Scruggs”
Buster Scruggs to śpiewający kowboj, który ciągle pakuje się w kłopoty, prowokując strzelaniny z bandytami. Wychodzi z nich jednak cało, gdyż jest niezwykle szybkim i celnym strzelcem. Nie brak mu także sprytu, dzięki czemu może sobie poradzić nawet nie mając rewolweru pod ręką. Spotyka jednak swój koniec, gdyż odnajduje go podobny mu mężczyzna, który nie dość, że szybciej strzela, to również lepiej śpiewa.

### „Near Algodones”
Młody kowboj rabuje niewielki bank, lecz ucieczkę uniemożliwia mu pomysłowy kasjer, który go obezwładnia i, jak się potem okazuje, oddaje w ręce grupy jeźdźców ścigającej przestępców. Mężczyzna budzi się pod samotnym drzewem stojącym na pustkowiu, siedząc na koniu z pętlą na szyi. Jego oprawcy zostają jednak w ostatnim momencie zabici przez Indian. Uwalnia go dopiero przechodzący w pobliżu poganiacz bydła, przez którego bohater zostaje złapany z kradzionymi zwierzętami i tym razem nikt go nie ratuje od stryczka.

### „Meal Ticket”
Starzejący się impresario podróżuje z młodym aktorem, który nie ma rąk ani nóg, lecz ma talent do monologów – recytuje m.in. Szekspira i Shelleya. Publiczność w czasie kolejnych występów jest jednak coraz mniejsza, a konkurencja prosperuje – w okolicy pojawia się inny impresario występujący z kurczakiem najwyraźniej potrafiącym wykonywać działania arytmetyczne. Stary mężczyzna wykupuje kurę, przez co artysta staje się zbędnym ciężarem i impresario się go pozbywa.

### „All Gold Canyon”
Doświadczony poszukiwacz złota przybywa do doliny nieskażonej obecnością człowieka i zaczyna szukać złota nad strumieniem. Z czasem udaje mu się ustalić prawdopodobną lokalizację żyły złota i zaczyna tam kopać. Gdy ją w końcu znajduje, okazuje się, że na to tylko czekał młody człowiek, który strzela poszukiwaczowi w plecy, a po chwili wchodzi do dołu. Stary mężczyzna przestaje udawać martwego i zabija swego adwersarza, a rana okazuje się niegroźna.

### „The Gal Who Got Rattled”
Alice Longabaugh i jej brat Gilbert wyruszają z konwojem krytych wozów w podróż do Oregonu. Gilbertowi wkrótce zaczyna dokuczać kaszel i umiera. Kobiecie pomaga jeden z przewodników wyprawy, który z czasem postanawia się z nią ożenić. Alice jednak niespodziewanie odłącza się od konwoju i wpada w zasadzkę Indian. Dziewczyna, mylnie sądząc, że wpadnie w ich ręce, popełnia samobójstwo.

### „The Mortal Remains”
O zachodzie słońca, pięć osób – Anglik (Thigpen), Irlandczyk (Clarence), Francuz (René), dama (pani Betjeman) oraz traper – jedzie dyliżansem do Fort Morgan w Kolorado. Po drodze opowiadają o sobie nawzajem, a także kłócą się o naturę człowieka. Okazuje się, że dwóch z nich jest łowcami nagród, wiozącymi zwłoki swej ostatniej ofiary, a pozostali bohaterowie mają spędzić noc w tym samym hotelu co oni i ich „ładunek”.

## Obsada
- The Ballad of Buster Scruggs
  - Tim Blake Nelson jako Buster Scruggs[1]
  - Willie Watson jako The Kid
  - David Krumholtz jako francuz w saloonie
  - E.E. Bell jako pianista
  - Tom Proctor jako wykidajło
  - Alejandro Patino jako barman
  - Clancy Brown jako Joe
  - Danny McCarthy jako brat Joego
- Near Algodones 
  - James Franco jako kowboj[1]
  - Stephen Root jako kasjer
  - Ralph Ineson jako lider pościgu
  - Jesse Luken jako poganiacz
- Meal Ticket 
  - Liam Neeson jako impresario[1]
  - Harry Melling jako Harrison
  - Paul Rae jako impresario kurczaka

- All Gold Canyon 
  - Tom Waits jako poszukiwacz złota[1]
  - Sam Dillon jako młodzieniec
- The Gal Who Got Rattled 
  - Zoe Kazan jako Alice Longabaugh[1]
  - Bill Heck jako Billy Knapp[1]
  - Grainger Hines[1] jako pan Arthur
  - Jefferson Mays jako Gilbert Longabaugh
  - Ethan Dubin jako Matt
  - Rod Rondeaux jako wódz Siuksów
- The Mortal Remains 
  - Tyne Daly[1] jako pani Betjeman
  - Brendan Gleeson[1] jako Clarence
  - Jonjo O'Neill[1] jako Thigpen
  - Saul Rubinek[1] jako René
  - Chelcie Ross jako traper

## Premiera
Premiera filmu miała miejsce 31 sierpnia 2018 na 75. Międzynarodowym Festiwalu Filmowym w Wenecji. 9 listopada tego samego roku, film pojawił się w niektórych kinach w USA i w Wielkiej Brytanii. Czternastego został pokazany na festiwalu Camerimage. Od szesnastego jest dostępny na Netfliksie.

## Odbiór
Serial spotkał się z pozytywną reakcją krytyków. W agregatorze recenzji Rotten Tomatoes 89% z 230 recenzji jest pozytywne, a średnia ocen wystawionych na ich podstawie wyniosła 7,80. Z kolei w agregatorze Metacritic średnia ważona ocen z 48 recenzji wyniosła 79 punktów na 100.
Glenn Kenny napisał dla strony Rogera Egberta pochlebną recenzję, w której docenił zdjęcia, muzykę i krajobrazy pośród których dzieje się akcja oraz uznał film za jednocześnie wspaniały i niepokojący.